# Симфония № 5 (Дмитрий Шостакович)
„Симфония № 5“ в ре минор (опус 47) е симфония на руския композитор Дмитрий Шостакович.
Написана е през 1937 година, в разгара на Голямата чистка и по време, в което самият Шостакович е в немилост пред тоталитарния комунистически режим. В музикално отношение симфонията е много по-консервативна от предходните му работи, в съответствие с официалната политика в областта на изкуството по това време. Премиерата на 21 ноември 1937 година в Ленинград, в изпълнение на оркестъра на Ленинградската филхармония под диригентството на Евгений Мравински, се превръща в голям успех. Симфонията е приета възторжено както от публиката, така и от официалната критика, довеждайки до политическата реабилитация на Шостакович.